# Хит-парад
Хит-пара́д (англ. hit parade), или чарт (англ. chart) — опубликованный список наиболее популярных в определённый период медиапродуктов (музыка, книги, кино, игры). Как правило, списки хит-парадов состоят не более, чем из 10-20 пунктов, располагающихся по мере убывания показателей. Параметры хит-парада определяются информацией о продажах; также существуют критерии проигрыша музыкальных композиций на радио (в музыкальных хит-парадах), данных по видео- и кинопрокату (в киноиндустрии). Временной период обычно неделя, реже месяц. Буквально «хит-парад» означает список хитов — то есть наиболее популярных медиапродуктов.

## Музыкальные хит-парады
Музыкальные чарты (англ. record chart, досл. «чарт звукозаписей») или просто чарты в музыкальной индустрии обычно учитывают данные по продажам, в некоторых случаях берут в расчёт данные по проигрышу на радиостанциях и данные по скачиванию композиций через Интернет, существуют хит-парады, определяемые читателями различных музыкальных журналов, слушателями радиостанций и телезрителями (в случае музыкального телевидения).
Традиционно существуют хит-парады синглов и долгоиграющих альбомов; в последнее время также получили распространение списки наиболее популярных песен, скачиваемых через Интернет.
Известности термина «хит-парад» способствовала популярная радиопрограмма Your Hit Parade, выходившая в эфир с 1935 по 1953 год (с 1950 по 1959 год в телевизионной версии) и представлявшая собой подборку привлёкших наибольшее внимание публики за прошедшую неделю поп-шлягеров. Подборки программы составлялись на основе данных о продажах дисков и проигрывании произведений на музыкальных автоматах. В печатном виде списки музыкальных бестселлеров существовали и до этого, но в них включались не грамзаписи, а нотные издания — такие списки начиная с 1913 года еженедельно публиковал, в частности, журнал Variety, к которому вскоре присоединился журнал Billboard. Первый хит-парад музыкальных записей был опубликован в печатном виде 4 января 1936 года в журнале Billboard. С 20 июля 1940 года в журнале стали публиковаться регулярные хит-парады (record charts) пластинок; 4 августа 1958 года в этом же журнале появилась «горячая сотня» (Hot 100) — ранжированный список 100 самых популярных синглов недели. В параметры вычислений входили данные по продажам и репертуару радиостанций. Помимо общего хит-парада (pop charts), появились также хит-парады по отдельным жанрам музыки: кантри, ритм-энд-блюз, танцевальной музыки и т. д. Хит-парад журнала Billboard продолжает оставаться наиболее объективным источником, отражающим состояние музыкального рынка в США. С 1958 до 1991 журнал Billboard компилировал данные из плейлистов радиостанций и данные по продажам в магазинах. С 30 ноября 1991 года журнал ввёл новую методику для определения чартов, таких как Hot 100, в которой учитывается комбинация актуального радиомониторинга с помощью электронной системы службы Nielsen Broadcast Data Systems (BDS), с дополнением плейлистов от мелких радиостанций и данные по продажам от ретейлеров от службы Nielsen SoundScan. Мнение Billboard считается «золотым стандартом». С развитием цифровых технологий к началу XXI века известность приобрёл хит-парад iTunes, места в котором определялись по числу скачиваний произведения, а затем чарт Spotify, основанный на количестве проигрываний.
В Великобритании первый музыкальный хит-парад был впервые опубликован 14 ноября 1952 года в журнале «Нью-Мюзикл-Экспресс» (New Musical Express). Следом появились хит-парады в журналах «Рекорд Миррор» (Record Mirror; 1955) и «Мелоди Мейкер» (Melody Maker; 1958). В Германии хит-парады стали публиковаться журналом «Браво» (Bravo).
В СССР первые хит-парады стали публиковаться во второй половине 1970-х гг. в газете «Московский комсомолец» (в музыкальной рубрике «Звуковая дорожка МК»), затем появились в ленинградской газете «Смена» и во многих других молодёжных и музыкальных изданиях. В отличие от западных аналогов, в СССР они составлялись на основе опросов слушателей и писем читателей того или иного конкретного периодического издания (газеты или журнала). Этот метод определения лидеров существовал не только в СССР: схожим образом на протяжении десятилетий (с 1963 года) определялись лучшие песни года в Израиле.
Исследование тенденций в музыкальных хит-парадах крупных западноевропейских стран с отличным от английского национальным языком показало высокий уровень присутствия в них хитов на английском языке. Их доля в Германии и Нидерландах значительно превышает 50 %, а во Франции, несмотря на действующую законодательную поддержку продукции на национальном языке, составляет 35 %. Интернационализация музыкальных хитов, по-видимому, достигла пика в конце 1990-х годов, когда многие шлягеры одновременно входили в хит-парады большинства крупных стран. Среди прочего, в этот период одновременно в Top-10 хит-парадов Германии, Франции, Нидерландов и США входили такие шлягеры как «Have You Ever Really Loved a Woman?» Брайана Адамса (1995), «Wannabe» группы Spice Girls (1996), «Macarena» (1996), «Killing Me Softly» в обработке группы The Fugees (1996) и «Barbie Girl» группы Aqua (1997). Хит-парады не только фиксируют текущую популярность отдельных произведений, но и оказывают влияние на дальнейшие тенденции в звукозаписывающей индустрии. Так, после того как первое место в самом первом еженедельном списке бестселлеров журнала Billboard заняла песня «I’ll Never Smile Again» в исполнении Фрэнка Синатры и оркестра Томми Дорси, новые версии этой песни записали более десятка исполнителей, надеясь использовать её текущую популярность. Методология журнала Billboard, с 1950-х годов учитывавшая частоту исполнения песен по радио, способствовала цикличности хит-парадов: чем выше произведение находилось в хит-параде, тем чаще оно звучало по радио и тем выше, соответственно, становились его шансы на высокое место в следующих выпусках.

### Чарттоппер
В каждом музыкальном хит-параде существует высшая позиция (№ 1, первое место, «номер один»), на которой располагается самая популярная или наиболее успешно продаваемая на данный момент песня, сингл или альбом. Для обозначения лидера чарта применяются англоязычные термины Chart Topper, Chart-topper (чарттоппер, чарт-топпер) или другие близкие по смыслу (number one, No. 1 hit, top of the charts, chart hit). Эти понятия широко используются в музыкальном маркетинге и рекламном бизнесе при подчёркивании степени популярности того или иного исполнителя.
Однако характеристики эти по своей сути относительны, поскольку оценивают позицию песни, альбома и записи лишь в сравнении друг с другом — в отличие от учёта итоговых данных по продажам за год, которые измеряются в абсолютных цифрах. Сравнение позиций в списке в разное время не дает точного представления о масштабе популярности песни. Особенность большинства чартов, особенно еженедельных, в том, что они благоприятствует тем песням, которые очень хорошо продаются в течение довольно короткого периода времени. Таким образом, позиция мимолётно популярной песни («однодневки») может оказаться выше по итогам недели (и даже стать № 1), чем у песни, которая продается хоть и медленнее, но в гораздо большем числе копий на большом промежутке времени. В результате самый большой хит-сингл исполнителя (чарттоппер по итогам недели) может и не быть его бестселлером в целом (и даже не попасть в лучшую десятку по итогам года), и наоборот. В карьере исполнителя может быть единственный чарттоппер («однодневка», one hit wonder), или же несколько у самых популярных звёзд музыки.

## Хит-парады кино
Хит-парады кинофильмов строятся на основе информации о недельной выручке с кинопроката в кинотеатрах (в США их публикуют на сайте boxofficemojo). В последнее время также появились хит-парады по видеопрокату и видеопродажам (основным видеоносителем является DVD).
Также существуют телевизионные хит-парады, составленные по рейтингам той или иной передачи.

## Хит-парады книг
В издательской индустрии хит-парад книг именуют списком бестселлеров, который часто делится на художественную (романы и т. п.) и нехудожественную литературу (биографии, исторические очерки и т. п.).